# Захаров, Антон Игоревич
Анто́н И́горевич Заха́ров (8 июня 1967, Москва, СССР) — российский автогонщик, мастер спорта, чемпион России и чемпион Москвы по автомобильному ралли, чемпион Москвы по кольцевым автогонкам, неоднократный призёр чемпионатов РФ по кольцевым автогонкам и ралли. Тренер высшей категории.

## Биография
Антон Захаров родился 8 июня 1967 года в Москве в семье автогонщика Игоря Захарова. Родители не хотели, чтобы мальчик пошёл по стопам отца. В семье не понаслышке знали, насколько автоспорт опасен и затратен в финансовом плане. Поэтому юноша занимался в секции парусного спорта.

### Спортивная карьера
Первые старты за рулём автомобиля Антон Захаров предпринял в 18-летнем возрасте в любительских автосоревнованиях. Это были турниры по фигурному вождению, автослалому, автоспринту.

#### Ралли
Дебют в большом автоспорте состоялся в 1993 году, когда спортсмену было уже 25 лет — по автоспортивным меркам такой возраст считается довольно поздним для начала карьеры. В качестве «боевой машины» выступил ВАЗ-2108 с двигателем объёмом 1,3 литра, переделанный своими руками из личной гражданской машины. Во время дебютной гонки «Ралли Мытищи 1993» проявились недостатки как в подготовке автомобиля, так и в технике пилотирования переднеприводного автомобиля, поскольку ранее спортсмен выступал только на заднеприводных моделях ВАЗ.
В стартовый день гонки Захаров столкнулся с повышенным износом шин на своём автомобиле. По словам самого гонщика, по окончании первого гоночного дня он пересмотрел фильм «Дни грома», в котором технический директор команды объяснял пилоту, в числе прочего: «…надо меньше скользить, тогда и получаться будет быстрее, и колёса будут меньше расходоваться». Этот совет Захаров решил применить во второй день гонки, и это сразу дало результат: время прохождения спецучастка существенно уменьшилось, а у покрышек снизилась степень износа.
Следующий выезд состоялся на ралли «Жемчужина Черноморья 1993», где Захарову удавалось входить в первую десятку абсолютного зачёта на асфальтовых спецучастках, несмотря на относительно маломощный автомобиль с очень умеренным уровнем доработок.
Третьей гонкой в карьере Антона Захарова стало зимнее ралли «Мороз 1994», во время которого он впервые выступал на снежно-ледовом покрытии на автомобиле со спортивными зимними шинами с 4,5-миллиметровыми шипами. Во время прохождения спецучастка под названием «Жуковский» экипаж Захарова перевернулся, автомобиль не подлежал восстановлению.
При постройке своего следующего раллийного автомобиля были учтены многие нюансы, которые проявились в процессе эксплуатации первого ВАЗ-2108, связанные с подготовкой двигателя, КПП, подвески. Тем не менее дебютная гонка на новой машине («Ралли Мытищи 1994») прошла не слишком удачно. Стало понятно, что наиболее важные узлы и агрегаты автомобиля стоит готовить не самостоятельно, а обращаться к услугам специализированных компаний. Поэтому было принято решение закупить двигатель у известного гонщика-«моториста» Александра Рапопорта. А в качестве штурмана в экипаж был приглашён Александр Севастьянов, уже имевший небольшой опыт выступлений с опытным раллистом Александром Стояном, в том числе победный.
После всех этих изменений результаты вышли на новый уровень, и экипаж стал бороться за лидирующие позиции в своём классе.
В 1996 году Антон Захаров попробовал свои силы в классе AN8 (до 1600 см3) на ВАЗ-21083 и в первой же гонке на ралли «Мороз 1996» он занял второе место в свой категории.
Во второй гонке сезона — на ралли «Луга 1996» — экипаж попал в аварию, врезавшись в дерево на скорости более 100 км/ч. Автомобиль был разбит под списание, однако к ралли «Белые ночи-1996» удалось собрать новый, и экипаж смог занять на нём четвёртое место в классе.
А в конце сезона, благодаря приходу нового спонсора, в команде впервые появились «иномарки» — Peugeot 205 GTi. За руль одной из них сел Антон. Новинка отлично проявляла себя на скоростных участках с хорошим покрытием — на ровных грунтовых и асфальтовых дорогах. Хотя на раллийных трассах с неровным покрытием (а таких большинство в календаре чемпионата России), торсионная задняя подвеска не позволяла ехать в максимально возможном темпе.
Удачным стал 1999 год, когда удалось стать призёрами в четырёх гонках из пяти, в которых стартовал экипаж. В том числе были выиграны ралли «Мороз» в Московской области и «Медведь» в Ярославской области. А вот сход на ралли «Санкт-Петербург» перечеркнул надежды на общую победу. Тем не менее, Антон Захаров впервые стал призёром чемпионата России, расположившись на «бронзовой» ступени турнирной таблицы.
В следующие два сезона команда столкнулась с финансовыми трудностями, 2000-й был пропущен полностью, а в 2001 году удалось стартовать только на одном этапе.
Перед началом 2002 года коллективу удалось приобрести Peugeot 106 XSi, выступавшие ранее в кольцевых гонках. И на них Антон Захаров вместе со штурманом Иваном Закондыриным сходу выдали три подряд подиума в классе на старте сезона, после чего пилот стал одним из главных претендентов на общую победу в турнире. Хотя не всё шло гладко. Во время подготовки к ралли «Белые ночи», этапа кубка России, Антон Захаров попал в тяжёлую аварию вместе со своей женой Марией Рябовой. Они ехали вместе по дороге общего пользования, для знакомства с трассой предстоящих соревнований, в это время им «в лоб» выехал автомобиль местного жителя. Антону пришлось резко отворачивать в сторону обочины, автомобиль подскочил на яме, которая там была и дважды перевернулся через крышу. Автомобиль оказался разбит, сидевшие внутри не были пристёгнуты ремнями безопасности и поэтому получили множественные травмы и ушибы. Захаров два месяца провёл в больнице. А вскоре после выписки совершил своего рода спортивный подвиг. Он вышел на старт ралли «Новороссийск» несмотря на не полностью зажившие травмы, и пилотируя уже другой Peugeot 106, смог занять второе место в классе, что обеспечило ему общую победу в чемпионате России 2002.
Следующие три года московский раллист выходил на старты от случая к случаю. А перед сезоном 2006 удалось собрать бюджет, достаточный для полноценного выступления в первенстве. И снова Антон Захаров вошёл в число фаворитов своего класса. В первом старте — на ралли «Ладога» — Захаров занял второе место, а в следующем — на ралли «Пено» — завоевал победу. На гонке в Гуково произошёл сход по техническим причинам, из-за чего пришлось пропустить и следующий этап — ралли «Белые ночи», не успели прийти необходимые запчасти для спортивной машины. Затем последовали второе место в «Ралли Выборг» и победа в «Ралли Псков». Однако в финальной гонке («Ралли Новороссийск») вновь подвела техника: на одном из спецучастков «закипели» амортизаторы, и Peugeot 106 не удалось удержать на трассе спецучастка. Последовал сход, и второе занятое место в чемпионате страны.
После этого сезона Антон Захаров решил завершить выступления в раллийных соревнованиях и переключился не тренерско-преподавательскую деятельность.

#### Кольцевые гонки
Дебют в кольцевых гонках состоялся в 1995 году. Новый спонсор команды был заинтересован, в участии коллектива, в качестве промоакции, в «кольце». Большую популярность имел в то время этап, проходивший на временной трассе на Ленинских горах в Москве. Антон Захаров стартовал в чемпионате России на ВАЗ-2108 в классе А-1300, и по итогам сезона стал «серебряным» призёром турнира.
Следующие два сезона выступления были нерегулярными — из-за недостатка финансирования.
А в 1998 году команда участвовала в во всех этапах серии НГСА АСПАС. Захаров начал сезон с двух побед в классе «Туризм». Ему удавалось выигрывать, несмотря на то что его Peugeot 205 GTi проигрывал по мощности основным конкурентам. Но во второй части сезона лидерство перехватил Олег Кесельман, пришедший в турнир с гораздо более мощным и быстрым VW Golf GTI. Перед финальным, седьмым этапом, у Захарова оставался шанс на титул, но только в случае победы в гонке. Команда решила пойти ва-банк, и мощность мотора была подкорректирована на максимальное значение. Однако двигатель не выдержал нагрузки и вышел из строя, а пилот переместился со второго на третье место в турнирной таблице серии. При этом Антон Захаров стал обладателем «Кубка Лукойл» и чемпионом Москвы по автомобильным кольцевым гонкам.
В 1999 году команда вывела на старт новые Peugeot 306. Автомобили требовали доводки, на которую не было достаточного финансирования, поэтому бороться за лидерство на них было достаточно непросто, к тому же количество участников турнира стремительно увеличивалось, а вместе с этим и конкуренция в нём. Тем не менее Захарову удалось неоднократно становиться призёром этапов и занять третье место по итогам сезона.
Спонсором Антона Захарова и его команды порой становились довольно нестандартные рекламодатели для автоспорта, например — Московский метрополитен и театр Ленком.
В 2000 году подиумы давались уже сложнее — на стартовой решётке собиралось более двух десятков машин, многие из них были подготовлены по самым последним спецификациям для двухлитрового «Туринга». В таких условиях удалось добиться только шестого места в чемпионате России.
Примерно такая же ситуация сохранилась и в следующем году. Хотя 2001 год начался для пилота довольно удачно — со второго места на стартовом этапе, проходившем на питерской трассе «Невское кольцо», но закончился сезон на минорной ноте. Во время этапа проходившего на временной трассе на «Воробьёвых горах», произошло столкновение с Дмитрием Королёвым, в результате которого Peugeot 306 Антона Захарова перевернулся, автомобиль получил сильные повреждения, а пилот после этого происшествия решил завершить «кольцевую» карьеру.
Перерыв в выступлениях в кольцевых гонках продлился больше десятилетия, и только осенью 2012 состоялся новый выезд. На финальном этапе первенства RRC в зачётной категории «GT-Rus» Захаров за рулём SEAT Leon Supercopa вернулся в кольцевые гонки и в первом же заезде после возвращения смог занять третье место.
В течение сезонов 2014—2018 Захаров периодически выходил на старт этапов Российской серии кольцевых гонок (классы «Национальный» и «Туринг-Лайт») в составе команды B-Tuning, где он работает тренером и гоночным инженером.
Высокие турнирные задачи перед пилотом не стоят, поэтому Захаров заявляется на отдельных этапах исключительно для поддержания гоночной формы.
Также команда B-Tuning регулярно участвовала в чемпионате Белоруссии по кольцевым гонкам, где Антон Захаров неоднократно становился призёром заездов. А в сентябре 2016 года он вместе с коллегами по экипажу команды B-tuning одержал победу в классе в длинной гонке на выносливость Russian Endurance Challenge, проходившей в том числе в ночное время.
В 2015—2016 годах принимал участие в нескольких этапах серии RHHCC, дисциплина Time attack. В 2019 году стартовал на спортпрототипе Radical SR3 RSX в двух раундах британского монокубка Radical Challenge. В паре с Амиром Фейзулиным они смогли стать призёрами выездного этапа в бельгийском Спа-Франкоршаме, и победителями этапа в английском Олтон-Парке.

#### Шоу-соревнования
Антон Захаров неоднократно участвовал в различных гоночных шоу, например в «Гонке звёзд» журнала «За рулём» и в Rally Masters Show, регулярно проходящего на территории Москвы.

### Преподавательская деятельность
С 1998 года в перерывах между выступлениями в автогонках Антон Захаров периодически вёл уроки по контраварийному управлению автомобилем в «Центре высшего водительского мастерства» (ЦВВМ) профессора Эрнеста Цыганкова, которого Захаров считает своим главным тренером и учителем. А по окончании раллийного сезона 2006 Захаров решил заняться преподавательской деятельностью в качестве основного вида деятельности и устроился ведущим преподавателем ЦВВМ.
В процессе работы Захаров стал отмечать, что накопленный им опыт пилотирования современных спортивных автомобилей, инженерной работы с ними, позволяет внести дополнения в известные методики, переделать их на свой лад, адаптировать под современные требования.
И в 2012 Захаров решил открыть собственную школу повышения водительского мастерства под названием «Гоночная академия Антона Захарова» (AZ Drive), которая довольно быстро приобрела известность. Антона стали приглашать в качестве эксперта по автоспорту, по быстрому и безопасному вождению, на телевидение, включая: «Первый канал», телеканалы «Россия-1», «Россия-24», «НТВ», «ТНТ», «РИА Новости», «Москва 24»; в различные Интернет-издания: РБК, «За рулём», «АвтоМир», AutoNews; на блогерские ресурсы.
В рамках программ специальной контраварийной подготовки Антон Захаров обучил более 900 сотрудников специализированных подразделений дорожно-патрульной службы, инспекторов Военной автомобильной инспекции, военнослужащих Внутренних войск, сотрудников различных специальных подразделений МВД и Министерства обороны России, во многих регионах страны.
Также курс начальной контраварийной подготовки ежегодно проходят несколько сотен обычных водителей. Одна из важных особенностей школы AZDrive, в ней можно проходить обучение на специальных спортивных и гоночных автомобилях, которые предоставляет школа.

### Тренерская деятельность
В число его учеников Антона Захарова в разные годы входило много известных гонщиков: братья Михаил и Юрий Лобода, Артём Ерёмин, Михаил Степанов, Андрей Николаев, Глеб Кузнецов, которые становились победителями и призерами чемпионатов и кубков как в России, так и за её пределами, в различных дисциплинах автомобильного спорта. Например, Михаил и Юрий Лобода неоднократно поднимались на подиум в юниорском зачете французского монокубка Renault Clio Cup. В 2011 и 2012 годах, в составе команды «Aeroexpress racing team» они стали бронзовыми призерами Кубка России по автомобильным кольцевым гонкам в зачетной группе «Lada Granta Cup». Андрей Севастьянов становился бронзовым призёром кубка России 2004 по кольцевым гонкам в классе «Кубок Lada» и чемпионата России 2013 по кольцевым гонкам в классе «Туринг-Лайт». Глеб Кузнецов в 14-летнем возрасте смог выиграть в 2015 году дебютное первенство России в классе «Национальный-Юниор». А в 2016-м он в 15-летнем возрасте принял участие во «взрослой» категории «Национальный» и одержал там две победы в заездах, плюс стал победителем кубка России в командном зачёте. На следующий год, будучи 16-летним, Глеб остановился в шаге от победы в этом турнире, всего одно очко уступив победителю. В октябре 2017 года на автодроме Moscow Raceway проходило Russian Autosport Show, в рамках которого состоялась церемония награждения второй Национальной премии «Человек года в автоспорте». Антон Захаров был награждён в категории «Тренер» — за победы его воспитанников в различных гоночных сериях.
Среди учеников Антона Захарова есть и такие, кто сам является тренером по автоспорту, в частности это Андрей Севастьянов, руководитель гоночной команды B-Tuning.

### Гоночный инженер
С самого начала своей автогоночной карьеры Антон Захаров активно занимался настройкой спортивных автомобилей для себя и команд, в которых он выступал. На этом поприще он смог завоевать авторитет в российской автоспортивной среде. В 2012 году команда «Академия ралли» совместно с B-Tuning запустили проект по подготовке массового «народного» гоночного автомобиля Volkswagen Polo для выступлений в чемпионате России по кольцевым гонкам (в классе «Туринг Лайт»). Захаров стал главным гоночным инженером проекта. Во время специальных тестов на трассе «Смоленское кольцо», автомобиль прошёл в общей сложности более 1800 кругов (эквивалент 5-6 лет гоночной эксплуатации) в гоночном режиме, прежде чем удалось добиться от него необходимого ресурса и износостойкости в гоночных условиях. Спортивный дебют машины состоялся в чемпионате России 2013. Андрей Севастьянов выиграл пять заездов из четырнадцати, в которых принял участие. Характеристики нового автомобиля и его надёжность устроили руководителей проекта и с 2014 года Volkswagen Polo подготовки B-Tuning стал одной из самых массовых моделей в классе «Туринг Лайт». В частности, самой массовой в сезоне 2017.
Кроме того, в кубке России по кольцевым гонкам 2014 года в классе «Национальный», на старт вышли автомобили Volkswagen Polo в кузове седан, также подготовленные в рамках стратегии «народного» гоночного автомобиля.
С тех пор модель регулярно заявляется в данном классе. По итогам сезона 2016 пилот команды «Академия ралли» Иван Костюков стал бронзовым призёром Кубка России с двумя победами в заездах, ещё две победы на таком же автомобиле завоевал Глеб Кузнецов.

## Статистика выступлений
| Легенда к таблице |                                                                    |
| --- | ------------------------------------------------------------------ |
| Расшифровка обозначений и цветов представлена в нижеследующей таблице. |                                                                    |
| \| Пример \| Описание \| \| ------------ \| ------------------------------------------------------------------ \| \| 1 \| Победитель \| \| 2 \| Второе место \| \| 3 \| Третье место \| \| 5 \| Финишировал, заработав очки \| \| Сход \| Не финишировал, но при этом заработал очки \| \| 12 \| Финишировал, не получив очков \| \| НКЛ \| Финишировал, но не попал в финальную классификацию \| \| 15 \| Участвовал вне зачёта, либо по отдельной классификации \| \| 18 \| Не финишировал, но попал в финальную классификацию \| \| Сход \| Не финишировал \| \| НКВ \| Не прошёл квалификацию \| \| НПКВ \| Не прошёл предквалификацию \| \| ДСК \| Дисквалифицирован \| \| ИСК \| Исключён из протокола соревнований \| \| ТТ \| Заявлен для участия только в тренировках \| \| НС \| Участвовал в квалификации, но не стартовал в гонке \| \| Т \| Травмирован или болен \| \| ОТК \| Отказ от участия \| \| НТР \| Прибыл на соревнования, но на трассу не выезжал \| \| НПР \| Был заявлен в числе участников, но не прибыл к началу соревнований \| \| О \| Соревнования отменены \| \| \| Не участвовал \| \| Поул-позиция \| \| \| Быстрый круг \| \| |                                                                    |
| Пример | Описание                                                           |
| 1 | Победитель                                                         |
| 2 | Второе место                                                       |
| 3 | Третье место                                                       |
| 5 | Финишировал, заработав очки                                        |
| Сход | Не финишировал, но при этом заработал очки                         |
| 12 | Финишировал, не получив очков                                      |
| НКЛ | Финишировал, но не попал в финальную классификацию                 |
| 15 | Участвовал вне зачёта, либо по отдельной классификации             |
| 18 | Не финишировал, но попал в финальную классификацию                 |
| Сход | Не финишировал                                                     |
| НКВ | Не прошёл квалификацию                                             |
| НПКВ | Не прошёл предквалификацию                                         |
| ДСК | Дисквалифицирован                                                  |
| ИСК | Исключён из протокола соревнований                                 |
| ТТ | Заявлен для участия только в тренировках                           |
| НС | Участвовал в квалификации, но не стартовал в гонке                 |
| Т | Травмирован или болен                                              |
| ОТК | Отказ от участия                                                   |
| НТР | Прибыл на соревнования, но на трассу не выезжал                    |
| НПР | Был заявлен в числе участников, но не прибыл к началу соревнований |
| О | Соревнования отменены                                              |
| | Не участвовал                                                      |
| Поул-позиция |                                                                    |
| Быстрый круг |                                                                    |

### Результаты выступлений в чемпионатахРоссиипо ралли
| Год  | Команда         | Автомобиль      | Класс   | 1        | 2        | 3        | 4        | 5        | 6        | 7      | 8        | Место | Очки |
| ---- | --------------- | --------------- | ------- | -------- | -------- | -------- | -------- | -------- | -------- | ------ | -------- | ----- | ---- |
| 1993 |                 | ВАЗ-2108        | А7      |          |          |          |          |          |          |        |          | НД    | НД   |
| 1993 | Абсолют         | ВАЗ-2108        |         |          |          |          |          |          |          |        | НД       | НД    |      |
| 1994 |                 | ВАЗ-2108        | А7      |          |          |          |          |          |          |        |          | НД    | НД   |
| 1994 | Абсолют         | ВАЗ-2108        |         |          |          |          |          |          |          |        | НД       | НД    |      |
| 1995 |                 | ВАЗ-2108        | А7      | МЕД      | МОР      | ЛУГ      | КАМ      | КОС      | БЕЛ      | ГУК    | СОЧ      | НД    | НД   |
| 1995 | Абсолют         | ВАЗ-2108        | МЕД     | МОР      | ЛУГ      | КАМ      | КОС      | БЕЛ      | ГУК      | СОЧ    | НД       | НД    |      |
| 1996 |                 | ВАЗ-21083       | AN8     | КАМ      | МЕД      | МОР 2    | ЛУГ Сход | ГУК      | БЕЛ 4    | КОС    | СОЧ      | 8     | НД   |
| 1996 | Абсолют         | ВАЗ-21083       | КАМ     | МЕД      | МОР 7    | ЛУГ Сход | ГУК      | БЕЛ 10   | КОС      | СОЧ    | 26       | 14    |      |
| 1997 |                 | Peugeot 205 GTi | А9      |          |          |          |          |          |          |        |          | НД    | НД   |
| 1997 | Абсолют         | Peugeot 205 GTi |         |          |          |          |          |          |          |        | НД       | НД    |      |
| 1998 | РЭШ Рейсинг     | Peugeot 205 GTi | A9      | КАМ      | МОР      |          |          |          |          |        |          | НД    | НД   |
| 1998 | РЭШ Рейсинг     | Peugeot 205 GTi | Абсолют | КАМ      | МОР      |          |          |          |          |        |          | НД    | НД   |
| 1999 | ФРА ОМХ Рейсинг | Peugeot 205 GTi | A9      | КАМ      | МОР 1    | МЕД 1    | СЕС 3    | ГУК      | БЕЛ 3    | СОЧ    | СПБ Сход | 3     | 28,5 |
| 1999 | ФРА ОМХ Рейсинг | Peugeot 205 GTi | Абсолют | КАМ      | МОР 14   | МЕД 11   | СЕС 6    | ГУК      | БЕЛ 10   | СОЧ    | СПБ Сход | 19    | 7    |
| 2001 | IBZ Ралли клуб  | Peugeot 106 XSi | A8      | КАМ      | МЕД      | ГУК      | БЕЛ      | НОВ      | СОЧ Сход |        |          | НК    | 0    |
| 2001 | IBZ Ралли клуб  | Peugeot 106 XSi | Абсолют | КАМ      | МЕД      | ГУК      | БЕЛ      | НОВ      | СОЧ Сход |        |          | НК    | 0    |
| 2002 | IBZ Ралли клуб  | Peugeot 106 XSi | A8      | ЖИГ 2    | МОР 2    | СНК 2    | ГУК 1    | КАР      | НОВ 2    |        |          | 1     | НД   |
| 2002 | IBZ Ралли клуб  | Peugeot 106 XSi | Абсолют | ЖИГ 11   | МОР 9    | СНК 11   | ГУК НД   | КАР      | НОВ 9    |        |          | 21    | 4    |
| 2003 | IBZ Ралли клуб  | Peugeot 106 XSi | A6      | ЖИГ      | СЕЛ 2    | СНЛ      | КАР      | КУР      | ГУК      |        |          | 4     | 15   |
| 2003 | IBZ Ралли клуб  | Peugeot 106 XSi | Абсолют | ЖИГ      | СЕЛ 12   | СНЛ      | КАР      | КУР      | ГУК      |        |          | НП    | НП   |
| 2004 | IBZ Ралли клуб  | Peugeot 309 GTi | P11     | ПЕН      | ЛАД      | ГУК      | БЕЛ Сход |          |          |        |          | 35    | 0    |
| 2004 | IBZ Ралли клуб  | Peugeot 306     | P11     |          |          |          |          | НОВ Сход |          |        |          | 35    | 0    |
| 2004 | IBZ Ралли клуб  | Peugeot 309 GTi | Абсолют | ПЕН      | ЛАД      | ГУК      | БЕЛ Сход |          |          |        |          | НП    | НП   |
| 2004 | IBZ Ралли клуб  | Peugeot 306     | Абсолют |          |          |          |          | НОВ Сход |          |        |          | НП    | НП   |
| 2005 | IBZ Ралли клуб  | Peugeot 106     | P11     | ПЕН Сход | ЛАД Сход | ГУК      | БЕЛ 3    | ВЫБ      | НОВ      |        |          | 14    | 12   |
| 2005 | IBZ Ралли клуб  | Peugeot 106     | Абсолют | ПЕН Сход | ЛАД Сход | ГУК      | БЕЛ 23   | ВЫБ      | НОВ      |        |          | НП    | НП   |
| 2006 | IBZ Ралли клуб  | Peugeot 106 S16 | A6      | ЕРМ      | ЛАД 2    | ПЕН 1    | ГУК Сход | БЕЛ      | ВЫБ 2    | ПСК 1  | НОВ Сход | 2     | 70   |
| 2006 | IBZ Ралли клуб  | Peugeot 106 S16 | Абсолют | ЕРМ      | ЛАД 17   | ПЕН 17   | ГУК Сход | БЕЛ      | ВЫБ 5    | ПСК 10 | НОВ Сход | 18    | 9    |

НД — нет данных
НК — не классифицирован
НП — в 2003—2005 годах в чемпионате России по ралли не подводился итог в абсолютном зачёте

### Результаты выступлений в серии НГСА АСПАС

#### Зачётная группа Туризм
| Год  | Команда     | Автомобиль      | 1     | 2     | 3     | 4     | 5        | 6     | 7        | Место | Очки |
| ---- | ----------- | --------------- | ----- | ----- | ----- | ----- | -------- | ----- | -------- | ----- | ---- |
| 1998 | ОМХ Рейсинг | Peugeot 205 GTi | ВОР 1 | ВОР 1 | ВОР 3 | НЕВ 2 | НЕВ Сход | ВОР 2 | ВОР Сход | 3     | 45   |

### Результаты выступлений в ЧемпионатеРоссиипо автомобильным кольцевым гонкам
| Год  | Класс       | Команда           | Автомобиль  | 1      | 2      | 3        | 4      | 5        | 6      | 7      | 8      | 9      | Место | Очки |
| ---- | ----------- | ----------------- | ----------- | ------ | ------ | -------- | ------ | -------- | ------ | ------ | ------ | ------ | ----- | ---- |
| 1999 | Линия 2000  | ОМХ Рейсинг       | Peugeot 306 | НЕВ НД | ТОЛ    | ХОД 2    | НЕВ НД | ХОД НД   | ТОЛ НД | НЕВ НД |        |        | 3     | 65   |
| 2000 | Туризм-2000 | ОМХ Метро Рейсинг | Peugeot 306 | НЕВ НД | ТОЛ НД | ХОД 3    | НЕВ 2  | ХОД НД   | НЕВ НД | ХОД НД | ТОЛ НД | НЕВ НД | 6     | 52   |
| 2001 | Туринг      | ОМХ Метро Рейсинг | Peugeot 306 | НЕВ 2  | НЕВ НД | НЕВ Сход | ТОЛ НД | ВОР Сход | ТОЛ    | НЕВ    |        |        | НД    | НД   |

### Результаты выступлений вRRC

#### Зачётная группа GT-Rus
| Год  | Команда  | Автомобиль          | 1     | 2     | 3     | 4     | 5     | 6     | 7     | 8       | Место | Очки |
| ---- | -------- | ------------------- | ----- | ----- | ----- | ----- | ----- | ----- | ----- | ------- | ----- | ---- |
| 2012 | B-Tuning | SEAT Leon Supercopa | СМО 1 | КАЗ 1 | НИЖ 1 | АДМ 1 | MRW 2 | СМО 1 | НИЖ 2 | СМО 1 3 | 17    | 15   |

### Результаты выступлений вРСКГ

#### Национальный
| Год  | Команда  | Автомобиль    | 1     | 2     | 3        | 4          | 5       | 6       | 7          | 8          | 9          | 10       | 11      | 12      | 13         | 14        | 15       | 16       | Место | Очки |
| ---- | -------- | ------------- | ----- | ----- | -------- | ---------- | ------- | ------- | ---------- | ---------- | ---------- | -------- | ------- | ------- | ---------- | --------- | -------- | -------- | ----- | ---- |
| 2014 | B-Tuning | VW Polo sedan | СМО 1 | СМО 2 | MRW 1 21 | MRW 2 Сход | НИЖ 1   | НИЖ 2   | КАЗ 1      | КАЗ 2      | КАЗ 1      | КАЗ 2    | СМО 1   | СМО 2   | СОЧ 1 ДСК  | СОЧ 2 ДСК | СМО 1 18 | СМО 2 17 | 24    | 107  |
| 2015 | B-Tuning | VW Polo sedan | НИЖ 1 | НИЖ 2 | СМО 1    | СМО 2      | СОЧ 1 9 | СОЧ 2 9 | КАЗ 1 Сход | КАЗ 2 Сход | СМО 1 Сход | СМО 2 18 | MRW 1 6 | MRW 2 6 | КАЗ 1 Сход | КАЗ 2 ДСК |          |          | 16    | 18   |
| 2016 | B-Tuning | VW Polo sedan | СМО 1 | СМО 2 | НИЖ 1    | НИЖ 2      | ГРО 1   | ГРО 2   | СОЧ 1      | СОЧ 2      | MRW 1      | MRW 2    | СМО 1   | СМО 2   | КАЗ 1 5    | КАЗ 2 5   |          |          | 26    | 168  |

#### Туринг-Лайт
| Год  | Команда             | Автомобиль             | 1     | 2     | 3     | 4     | 5     | 6     | 7     | 8     | 9       | 10      | 11    | 12    | 13    | 14    | Место | Очки |
| ---- | ------------------- | ---------------------- | ----- | ----- | ----- | ----- | ----- | ----- | ----- | ----- | ------- | ------- | ----- | ----- | ----- | ----- | ----- | ---- |
| 2018 | B-TUNING PRO RACING | Volkswagen Polo R2 Mk5 | ГРО 1 | ГРО 2 | СМО 1 | СМО 2 | НИЖ 1 | НИЖ 2 | КАЗ 1 | КАЗ 2 | MRW 1 4 | MRW 2 4 | СОЧ 1 | СОЧ 2 | ГРО 1 | ГРО 2 | 10    | 26   |

### Результаты выступлений в чемпионатеБелоруссиипо кольцевым гонкам
| Год  | Класс            | Команда  | Автомобиль    | 1       | 2       | 3       | 4       | 5       | 6       | Место | Очки |
| ---- | ---------------- | -------- | ------------- | ------- | ------- | ------- | ------- | ------- | ------- | ----- | ---- |
| 2013 | Туризм Б-1600    | B-tuning | VW Polo       | СМО 1   | СМО 2   | СМО 1 2 | СМО 2   |         |         | 5     | 8    |
| 2014 | Туринг Лайт 1600 | B-tuning | VW Polo       | СМО 1 4 | СМО 2   | СМО 1 3 | СМО 2   |         |         | НП*   | НП*  |
| 2015 | Лайт 1600        | B-tuning | VW Polo sedan | СМО 1   | СМО 2   | СМО 1 3 | СМО 2 3 |         |         | 6     | 12   |
| 2016 | Туринг Лайт 1600 | B-tuning | VW Polo R2    | СМО 1 2 | СМО 2 4 | СМО 1 2 | СМО 2   | СМО 2 5 | СМО 2 5 | 4     | 58   |

* В 2014 году в чемпионате Белоруссии по кольцевым гонкам общий итог не подводился.

## Личные данные
Антон Захаров учился в МГУ, на Механико-математическом факультете по специальности «Математика», но решил перед самой сдачей диплома не делать этого, из-за конфликта с родителями, с ними он разошёлся во взглядах на продолжение своей трудовой карьеры. Несколько лет спустя закончил Российский государственный университет физической культуры, спорта, молодёжи и туризма, где обучался по специальности «Физическая культура и спорт». Является тренером высшей категории.
Отец — Игорь Павлович Захаров, кандидат в мастера спорта, член сборной Москвы по автомобильному ралли, неоднократный победитель и призер этапов чемпионатов РСФСР и Москвы по автомобильному ралли и автомногоборью.
Дед — Захаров Павел Филиппович (1906—1984), один из первых организаторов и работников централизованной спасательной службы Кавказа. Тренер Всесоюзных сборов инструкторов и спасателей альплагерей. Во время Отечественной войны, выполнял боевые задания, с целью разведки дислокации горных частей гитлеровцев. Преподавал в Местийской школе горных стрелков — готовил офицеров. Имеет правительственные награды. В 1947 стал первым победителем соревнований по скалолазанию «в связках» в Домбае («Домбайские связки» — дисциплина в скалолазании).
Жена — Мария Рябова, тренер по автомотоспорту, преподает вместе с ним в «Гоночной академии AZDrive». Растит двух сыновей: Игорь Захаров (1996 года рождения) работает инструктором в «Гоночной академии AZDrive» вместе с родителями, младший сын — Кирилл (2004 года рождения), школьник.